# アイマン・ムサハジャエヴァ
アイマン・ムサハジャエヴァ（Aiman Mussakhajayeva, 1958年3月15日 -）は、カザフスタンのヴァイオリニスト。カザフ国立芸術大学の学長でもある。
コンクール歴として、1976年のベオグラード、1981年のジェノヴァのパガニーニ、1983年東京、1985年ヘルシンキのシベリウス、1986年チャイコフスキーの各コンクールで入賞した実績がある。1993年以来、チャイコフスキー・コンクールなどの国際コンクールの審査員を務める。1986年にカザフスタン政府から人民芸術家の称号を贈られた。
使用楽器は1732年製のストラディヴァリウス。